# Charles M. Schulz
Charles M. Schulz, nom amb què es coneixia Charles Monroe Schulz (Minneapolis, Estats Units, 26 de novembre de 1922 - Santa Rosa, Califòrnia, 12 de febrer del 2000) va ser un famós autor de còmics estatunidenc conegut per les tires còmiques de Peanuts i Charlie Brown.

## Biografia
Charles M. Schulz va néixer a Minneapolis, Minnesota, EUA. Va ser fill de Dena Schulz, una mestressa de casa, i Carl Schulz, un barber alemany. Va créixer a la ciutat de Saint Paul, capital l'escola d'educació primària Richard Gordon de Saint Paul. Es va convertir en un adolescent tímid i solitari, potser com el resultat de ser el més jove de la seva classe a Central High School. Després de la mort de la seva mare, el febrer de 1943, es va allistar a l'Exèrcit dels Estats Units, sent enviat al Campament Campbell, a Kentucky. Dos anys després es va embarcar cap a Europa per lluitar a la II Guerra Mundial com a líder de les esquadres d'infanteria de la 20 º Divisió Blindada dels Estats Units. L'horror de tot el que va veure en aquesta època el va tornar més escèptic amb el gènere humà. Després de deixar l'exèrcit el 1945, va començar a treballar com a professor d'art a Art Instruction Inc, lloc on ell va prendre cursos per correspondència.
Els dibuixos de Schulz van ser publicats per primera vegada per Robert Ripley a la seva columna Ripley's Believe It or Not!. Les seves primeres tires còmiques regulars, Li'l Folks, van ser publicades entre 1947 i 1949 per ell St. Paul Pioneer Press. Aquesta vinyeta també va presentar un gos, d'aspecte bastant semblant a Snoopy. El 1948, Schulz va vendre la historieta al Saturday Evening Post, aquí es van publicar disset historietes creades per Schulz.
El 1948, Schulz va intentar comercialitzar Li'l Folks a Newspaper Enterprise Association. L'any següent, Schulz es va acostar a United Features Syndicate amb les seves millors tires còmiques de Li'l Folks, aconseguint comercialitzar la seva obra, per la qual cosa Peanuts-literalment significa "Cacauets", però en sentit figurat s'usa amb el significat de "petiteses "- va fer la seva primera aparició el 2 d'octubre de 1950. Amb el temps es convertiria en un dels més populars còmics de tots els temps. També va publicar una tira sobre esports, anomenada It's Only a Game, encara que només entre 1957 i 1959, ja que va abandonar la seva creació a causa del temps que li va demandar Peanuts.
Els seus personatges van tenir gran èxit entre grans i grans, en el cas dels primers a causa de la senzillesa dels dibuixos i els personatges, i en el dels segons donat el missatge que cada un dels personatges amagava rere seu. Va ser un innovador perquè va introduir la vida quotidiana en el món de les historietes, dominat fins aleshores per l'acció, l'esforç per aconseguir uns dibuixos realistes i personatges com les creacions de la factoria Disney. Una altra característica destacada és que en les seves historietes mai apareixen adults: el món de Charlie Brown, Snoopy i la seva colla pertany a la infància i l'adolescència.
Va passar de ser un nen tímid a qui res li sortia bé a convertir-se en el dibuixant que amb més tendresa va aconseguir mostrar el costat ocult del somni americà.
Per Schulz, segons les seves pròpies paraules, el còmic era una forma d'art menor, però va ser ell mateix qui va demostrar com pocs les seves enormes possibilitats. Durant els anys setanta i vuitanta va guanyar una considerable quantitat de diners que va utilitzar en part a ajudar els necessitats.
El novembre de 1999 Schulz va patir un infart, i després es va descobrir que tenia un càncer colorectal, el qual havia desencadenat una metàstasi, expandint-se cap a l'estómac. Producte de la quimioteràpia, a més del fet que ja no podia llegir o veure amb claredat, Schulz va anunciar el 14 desembre 1999 la seva retirada, a l'edat de 77 anys.
Schulz va morir d'un infart agut de miocardi a les 21:45 del 12 de febrer de 2000, a Santa Rosa. Va ser enterrat al Cementiri Pleasant Hill, a Sebastopol. La seva última tira còmica original va ser llançada el 13 de febrer de 2000.
L'endemà de la seva mort va veure la llum la seva última tira còmica. Schulz deixava darrere seu gairebé cinquanta anys de treball diari ininterromput, creant una historieta diària, sense assistent.